# Olympische Winterspiele 2010/Nordische Kombination

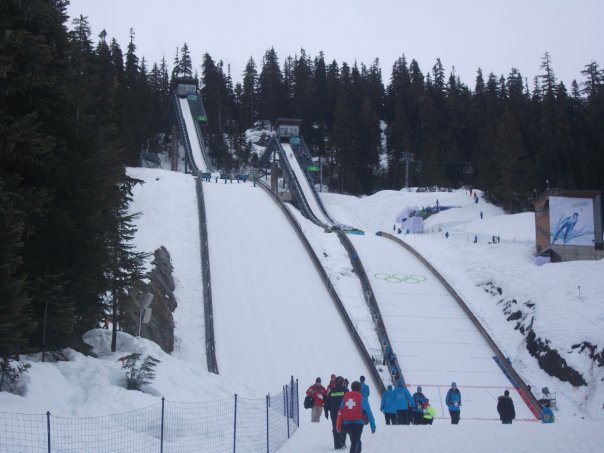
Die Sprungschanzen im Whistler Olympic Park

Bei den XXI. Olympischen Winterspielen 2010 in Vancouver fanden drei Wettbewerbe in der Nordischen Kombination statt. Austragungsort war der Whistler Olympic Park in Whistler, rund 125 km nördlich von Vancouver.

## Wettbewerbe und Austragungsmodus
Der Wettbewerbskatalog in den Einzeldisziplinen der Nordischen Kombination war in den letzten Jahren einem großen Wandel unterworfen. Die Disziplinen sollten attraktiver werden, was vor allem durch eine zügigere Abwicklung der Wettbewerbe erreicht werden sollte. Springen und Langlauf wurden dazu am jeweils selben Tag durchgeführt. Das war allerdings nur unter Verkürzung des Sprungwettbewerbs möglich. So gab es folgerichtig in den verbliebenen Varianten nur noch einen Durchgang für die Springer am Vormittag und wenige Stunden später den Langlauf, der in den beiden olympischen Disziplinen jeweils über zehn Kilometer zu absolvieren war. Die Unterschiede zwischen den einzelnen Disziplinen wurden somit deutlich kleiner, denn die Streckenlänge im Langlauf war in beiden Wettkämpfen identisch. Auch der Teamwettbewerb war von einer entsprechenden Veränderung betroffen. Es gab nur noch einen Sprungdurchgang. Beibehalten wurde die Streckenlänge von fünf Kilometern für jeden Starter.
Folgende drei Wettbewerbe wurden nach folgenden Regeln ausgetragen:
- Normalschanze / 10-km-Langlauf: Die Teilnehmer absolvierten einen Sprung auf der Normalschanze. Entschieden wurde der Wettkampf mit einem Langlauf über 10 Kilometer per Gundersen-Methode. Der Lauf fand am selben Tag statt wie das Springen.[1]
- Großschanze / 10-km-Langlauf: Dieser Wettbewerb unterlag im Prinzip denselben Regeln wie der Wettbewerb auf der Normalschanze, nur wurde hier auf der Großschanze gesprungen. Die Teilnehmer absolvierten einen Sprung auf der Großschanze. Entschieden wurde der Wettkampf mit einem Langlauf über 10 Kilometer per Gundersen-Methode. Der Lauf fand am selben Tag statt wie das Springen.[2]
- Teamwettbewerb: Jedes Team bestand wie seit den Spielen 1998 aus vier Athleten, die allerdings nur noch einen Sprung absolvierten. Gesprungen wurde wie bei den vorangegangenen Spielen von der Großschanze. Zur Entscheidung kam es durch eine 4 × 5-km-Langlaufstaffel, durchgeführt per Gundersen-Methode.[3]

## Bilanz

### Medaillenspiegel
| Platz | Land        | Gold | Silber | Bronze | Gesamt |
| ----- | ----------- | ---- | ------ | ------ | ------ |
| 1     | USA         | 1    | 3      | –      | 4      |
| 2     | Österreich  | 1    | –      | 1      | 2      |
| 3     | Frankreich  | 1    | –      | –      | 1      |
| 4     | Italien     | –    | –      | 1      | 1      |
| 5     | Deutschland | –    | –      | 1      | 1      |

### Medaillengewinner
| Konkurrenz              | Gold                                                                              | Silber                                                                  | Bronze                                                                              |
| ----------------------- | --------------------------------------------------------------------------------- | ----------------------------------------------------------------------- | ----------------------------------------------------------------------------------- |
| Gundersen Normalschanze | Jason Lamy Chappuis                                                               | Johnny Spillane                                                         | Alessandro Pittin                                                                   |
| Gundersen Großschanze   | Bill Demong                                                                       | Johnny Spillane                                                         | Bernhard Gruber                                                                     |
| Teamwettkampf           | Österreich 000Felix Gottwald 000Bernhard Gruber 000David Kreiner 000Mario Stecher | USA 000Brett Camerota 000Bill Demong 000Todd Lodwick 000Johnny Spillane | Deutschland 000Tino Edelmann 000Eric Frenzel 000Björn Kircheisen 000Johannes Rydzek |

## Gundersen-Wettkampf Normalschanze / 10-km-Langlauf

### Ausgangssituation
Dies war der erste ausgetragene Wettkampf der Nordischen Kombination bei den Olympischen Winterspielen 2010 und einer der ersten Wettbewerbe, die in Vancouver entschieden wurden. Der Weltcup-Führende in der Saison 2009/10 war der Franzose Jason Lamy-Chappuis, der fünf Weltcupsiege errungen hatte. Doch seine Erfolgsserie stammte aus der frühen Saison, seit dem 19. Dezember hatte er kein Event mehr für sich entscheiden können.

### Ergebnis

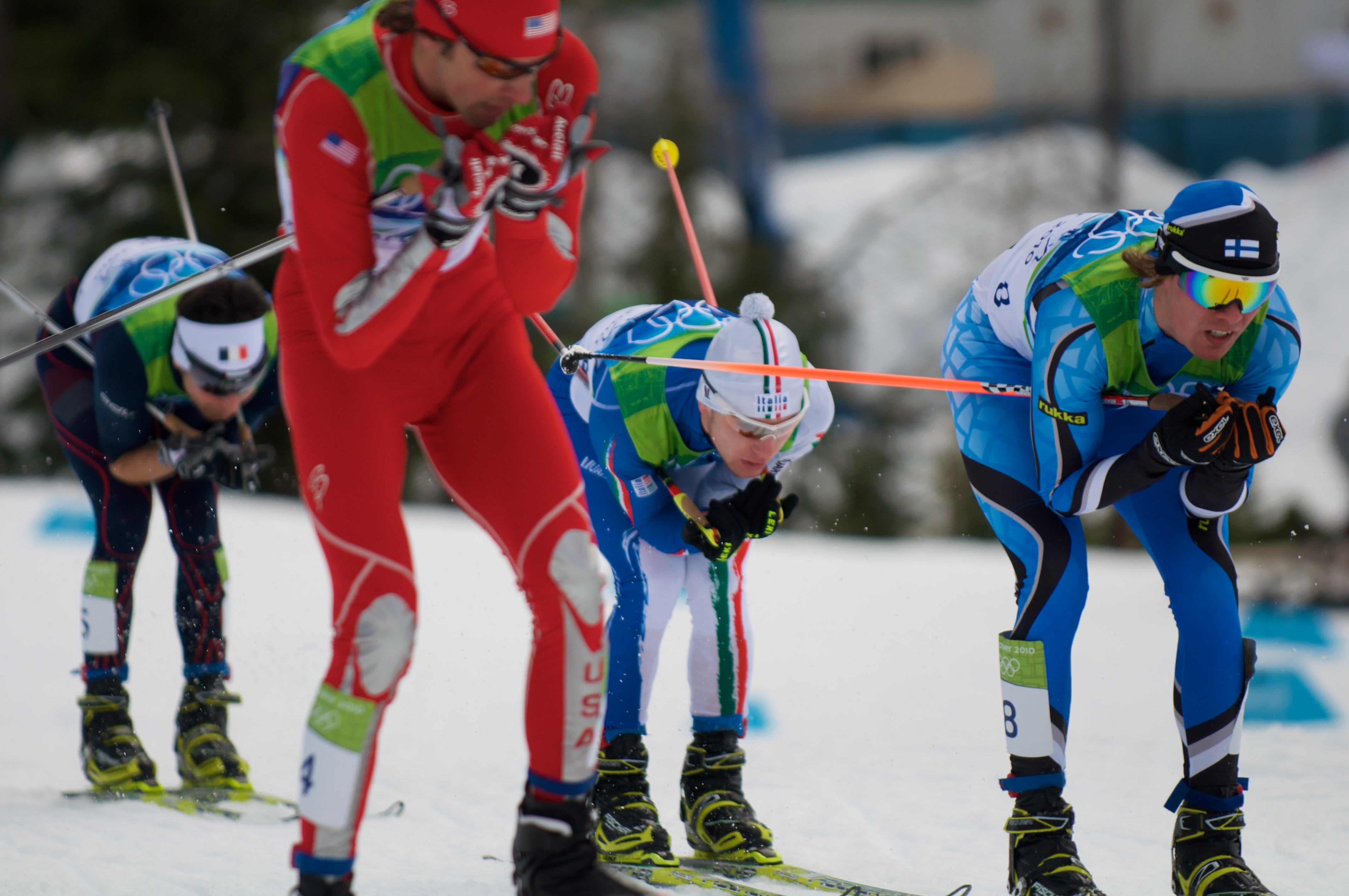
Führungsgruppe mit Jason Lamy-Chappuis (hier noch an vierter Position), Johnny Spillane (in Rot), Alessandro Pittin (Mitte vorn) und Anssi Koivuranta (ganz rechts)

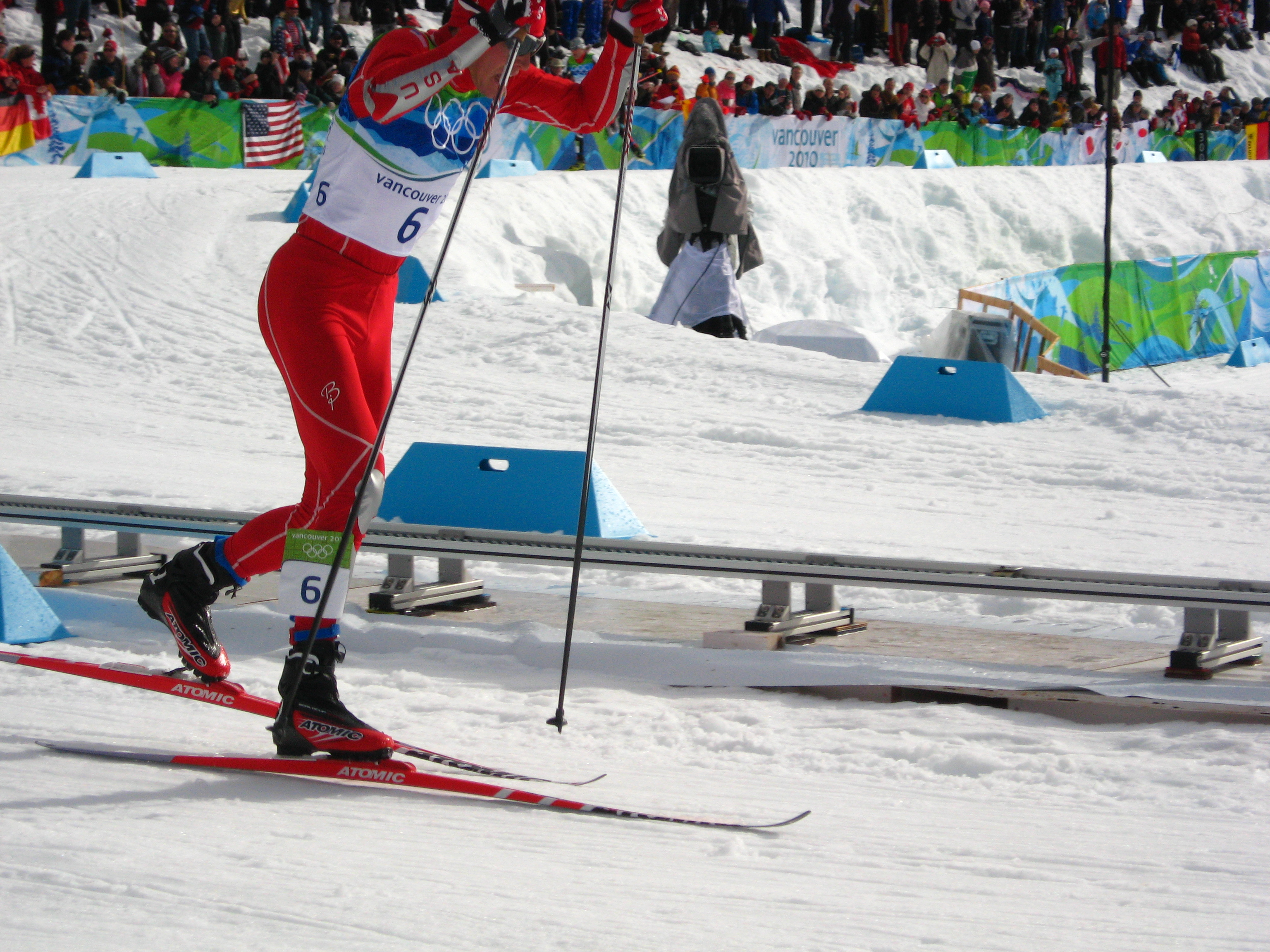
Olympiasieger Bill Demong

| Rang | Land | Athlet              | Springen    | Langlauf              | Endzeit [min] |
| Rang | Land | Athlet              | Pkte. (Pl.) | Nettozeit [min] (Pl.) | Endzeit [min] |
| ---- | ---- | ------------------- | ----------- | --------------------- | ------------- |
| 01   | FRA  | Jason Lamy Chappuis | 124,0 00(5) | 25:01,1 0(5)          | 25:47,1       |
| 02   | USA  | Johnny Spillane     | 124,5 00(4) | 25:03,5 0(6)          | 25:47,5       |
| 03   | ITA  | Alessandro Pittin   | 123,5 00(6) | 24:59,9 0(4)          | 25:47,9       |
| 04   | USA  | Todd Lodwick        | 127,0 00(2) | 25:14,6 (11)          | 25:48,6       |
| 05   | AUT  | Mario Stecher       | 122,5 00(7) | 25:08,7 0(7)          | 26:00,7       |
| 06   | USA  | Bill Demong         | 115,5 (=24) | 24:45,0 0(3)          | 26:05,0       |
| 07   | JPN  | Norihito Kobayashi  | 121,0 0(12) | 25:11,0 0(9)          | 26:09,0       |
| 08   | FIN  | Anssi Koivuranta    | 122,0 0(=8) | 25:22,9 (13)          | 26:16,9       |
| 09   | NOR  | Magnus Moan         | 104,0 0(40) | 24:16,7 0(1)          | 26:22,7       |
| 10   | GER  | Eric Frenzel        | 119,0 (=16) | 25:17,2 (12)          | 26:23,2       |
| 11   | SUI  | Ronny Heer          | 116,5 0(21) | 25:09,2 0(8)          | 26:25,2       |
|      |      |                     |             |                       |               |
| 14   | AUT  | Felix Gottwald      | 102,5 0(41) | 25:12,4 (10)          | 26:30,2       |
| 15   | AUT  | David Kreiner       | 117,5 0(20) | 25:24,5 (15)          | 26:54,5       |
| 18   | GER  | Tino Edelmann       | 119,0 (=16) | 25:41,6 (24)          | 26:47,6       |
| 22   | GER  | Björn Kircheisen    | 118,5 0(19) | 26:01,3 (29)          | 27:09,3       |
| 26   | AUT  | Christoph Bieler    | 125,0 00(3) | 27:21,6 (42)          | 27:14,0       |
| 28   | GER  | Johannes Rydzek     | 112,0 (=30) | 25:51,3 (28)          | 27:25,3       |
| 29   | SUI  | Seppi Hurschler     | 109,0 0(34) | 25:40,6 (22)          | 27:26,6       |
| 35   | SUI  | Tim Hug             | 108,0 (=36) | 26:04,1 (31)          | 27:54,1       |
| 30   | SUI  | Tommy Schmid        | 115,0 0(26) | 26:33,5 (35)          | 29:00,5       |

Skispringen: 14. Februar 2010, 10:00 Uhr
Hillsize: 106 m; K-Punkt: 95 m
10 km Langlauf: 14. Februar 2010, 13:45 Uhr

Höhenunterschied: 40 m / Maximalanstieg: 32 m
Totalanstieg: 328 m
45 Teilnehmer aus 14 Ländern, alle in der Wertung
Nach dem Springen führte der Finne Janne Ryynänen, der jedoch als schwacher Langläufer bekannt war. Zweiter war der US-amerikanische Weltmeister von 2009 Todd Lodwick gefolgt vom Österreicher Christoph Bieler, Johnny Spillane aus den USA und dem Franzosen Jason Lamy-Chappuis auf Rang fünf.
Die beste Langlaufzeit erzielte der Norweger Magnus Moan, der jedoch als Vierzigster des Springens nur noch auf den neunten Gesamtrang kam. Lamy-Chappuis startete mit 46 Sekunden Rückstand ins Rennen, erreichte aber schon früh die Spitzengruppe. Er wurde von den US-Amerikanern Johnny Spillane, Todd Lodwick und Bill Demong begleitet, die sich als starke Läufer von weit hinten nach vorne gearbeitet hatten. Am Ende gab es ein spannendes Finish, in dem Lamy-Chappuis sich durchsetzte und Olympiasieger wurde. Silber errang Spillane, Bronze ging den Italiener Alessandro Pittin. Spillanes Silbermedaille war die erste olympische Medaille, die ein Kombinierer aus den Vereinigten Staaten in der Nordischen Kombination gewann. Die US-Amerikaner zeigten sich sehr stark und belegten auch die Plätze vier (Lodwick) und sechs (Demong).
Für Lamy-Chappuis war es nach Platz vier im Sprint und Platz fünf im Teambewerb bei den Spielen 2006 in Turin die erste Olympiamedaille. Er war in Montana als Sohn einer amerikanischen Mutter und eines französischen Vaters geboren worden, bevor die Familie nach Frankreich zog, als er fünf Jahre alt war. Er hatte bei den Weltmeisterschaften 2009 zwei Bronzemedaillen und 2009/10 den Gesamtweltcup gewonnen.

## Gundersen-Wettkampf Großschanze / 10-km-Langlauf

### Ergebnis
| Rang | Land | Athlet            | Springen    | Langlauf              | Endzeit [min] |
| Rang | Land | Athlet            | Pkte. (Pl.) | Nettozeit [min] (Pl.) | Endzeit [min] |
| ---- | ---- | ----------------- | ----------- | --------------------- | ------------- |
| 01   | USA  | Bill Demong       | 115,5 00(6) | 24:46,9 0(2)          | 24:32,9       |
| 02   | USA  | Johnny Spillane   | 118,5 00(2) | 25:02,9 0(7)          | 24:36,9       |
| 03   | AUT  | Bernhard Gruber   | 127,0 00(1) | 25:43,7 (19)          | 24:43,7       |
| 04   | FIN  | Hannu Manninen    | 107,7 0(16) | 24:49,0 0(4)          | 25:06,0       |
| 05   | CZE  | Pavel Churavý     | 114,0 00(8) | 25:14,9 0(9)          | 25:06,9       |
| 06   | NOR  | Petter Tande      | 109,8 (=10) | 25:02,2 0(6)          | 25:11,3       |
| 07   | ITA  | Alessandro Pittin | 108,7 (=13) | 25:00,6 0(5)          | 25:13,6       |
| 08   | AUT  | Mario Stecher     | 109,8 (=10) | 25:12,1 0(8)          | 25:21,1       |
| 09   | JPN  | Akito Watabe      | 112,5 00(9) | 25:23,7 (11)          | 25:21,7       |
| 10   | AUT  | Christoph Bieler  | 116,8 00(4) | 25:40,7 (18)          | 25:21,7       |
|      |      |                   |             |                       |               |
| 16   | SUI  | Tommy Schmid      | 108,5 0(15) | 26:11,7 (29)          | 26:25,7       |
| 17   | AUT  | Felix Gottwald    | 078,8 0(40) | 24:29,4 0(1)          | 25:38,4       |
| 20   | GER  | Björn Kircheisen  | 108,8 0(12) | 25:22,6 (10)          | 25:42,5       |
| 22   | SUI  | Ronny Heer        | 096,0 0(24) | 25:45,5 (21)          | 26:45,5       |
| 24   | GER  | Georg Hettich     | 106,3 0(17) | 26:32,5 (36)          | 26:51,5       |
| 29   | GER  | Tino Edelmann     | 086,3 0(35) | 26:29,8 (35)          | 26:29,0       |
| 31   | SUI  | Seppi Hurschler   | 082,3 0(38) | 25:44,9 (20)          | 26:54,4       |
| 33   | SUI  | Tim Hug           | 082,5 0(37) | 26:02,3 (27)          | 27:11,0       |

Skispringen: 25. Februar 2010, 11:00 Uhr
Hillsize: 140 m; K-Punkt: 125 m
10 km Langlauf: 25. Februar 2010, 14:00 Uhr

Höhenunterschied: 40 m; Maximalanstieg: 32 m
Totalanstieg: 328 m
46 Teilnehmer aus 14 Ländern, davon 45 in der Wertung
Das Springen begann im Nebel. Nachdem 31 Athleten gesprungen waren, musste der Wettkampf wegen der immer schlechter werdenden Sichtverhältnisse abgebrochen werden. Eine Stunde später wurde der Wettbewerb neu gestartet. Dies war von Nachteil für den französischen Sieger des Wettkampfs von der Normalschanze Jason Lamy-Chappuis. Er hatte vor dem Abbruch in Führung gelegen, platzierte sich nach dem Restart jedoch nur noch auf Rang 29 und lag damit aussichtslos zurück. Der beste Sprung gelang schließlich dem Österreicher Bernhard Gruber. Ihm folgten der US-Amerikaner Johnny Spillane, Zweiter von der Normalschanze, der als Läufer schwächere Finne Janne Ryynänen, Grubers Landsmann Christoph Bieler, der Franzose François Braud und der US-Amerikaner Bill Demong, Sechster von der Normalschanze.
Gleich nach dem Langlaufstart kam Spillane an Gruber heran und später schloss Bill Demong zum Spitzenduo auf. In der Schlussrunde stürzte Spillane und verlor dadurch den Anschluss. Demong und Gruber waren praktisch gleichauf, als sie etwa fünfhundert Meter vor dem Ziel ins Stadion kamen. Demong forcierte nun das Tempo und setzte sich mit mehr als zehn Sekunden Vorsprung ab. Auch Spillane zog nach seinem Sturz noch an dem erschöpften Gruber vorbei und machte so den US-amerikanischen Doppelsieg perfekt.

## Teamwettkampf

### Ausgangssituation
Japan hatte überraschend den Titel bei den Weltmeisterschaften 2009 gewonnen. Im laufenden Weltcup führte Österreich vor Deutschland und den Vereinigten Staaten, von denen aufgrund ihrer ausgezeichneten Platzierungen im Weltcup sowie vor allem ihrer glänzenden Ergebnisse in den Einzelwettbewerben hier in Vancouver viel erwartet wurde. Auch bei den Weltmeisterschaften 2009 hatten Todd Lodwick, Bill Demong und Johnny Spillane in den Einzelwettkämpfen sehr gut abgeschnitten.

### Ergebnis
| Rang | Land | Athlet                                                               | Springen    | Langlauf              | Endzeit [min] |
| Rang | Land | Athlet                                                               | Pkte. (Pl.) | Nettozeit [min] (Pl.) | Endzeit [min] |
| ---- | ---- | -------------------------------------------------------------------- | ----------- | --------------------- | ------------- |
| 01   | AUT  | Bernhard Gruber David Kreiner Felix Gottwald Mario Stecher           | 479,9 0(3)  | 48:55,6 0(1)          | 49:31,6       |
| 02   | USA  | Brett Camerota Todd Lodwick Johnny Spillane Bill Demong              | 505,8 0(2)  | 49:34,8 0(4)          | 49:36,8       |
| 03   | GER  | Johannes Rydzek Tino Edelmann Eric Frenzel Björn Kircheisen          | 473,3 0(6)  | 49:06,1 0(2)          | 49:51,1       |
| 04   | FRA  | Maxime Laheurte François Braud Sébastien Lacroix Jason Lamy Chappuis | 474,7 0(5)  | 49:28,4 0(3)          | 50:11,4       |
| 05   | NOR  | Jan Schmid Espen Rian Petter Tande Magnus Moan                       | 468,4 0(7)  | 49:34,9 0(5)          | 50:25,9       |
| 06   | JPN  | Taihei Katō Daito Takahashi Akito Watabe Norihito Kobayashi          | 475,9 0(4)  | 50:04,8 0(6)          | 50:45,8       |
| 07   | FIN  | Janne Ryynänen Jaakko Tallus Anssi Koivuranta Hannu Manninen         | 507,0 0(1)  | 51:53,1 0(8)          | 51:53,1       |
| 08   | CZE  | Aleš Vodseďálek Miroslav Dvořák Tomáš Slavík Pavel Churavý           | 457,3 0(8)  | 51:44,2 0(7)          | 52:50,2       |
| 09   | SUI  | Seppi Hurschler Tim Hug Tommy Schmid Ronny Heer                      | 436,6 0(9)  | 52:15,8 (10)          | 53:49,8       |
| 10   | ITA  | Alessandro Pittin Giuseppe Michielli Lukas Runggaldier Armin Bauer   | 402,5 (10)  | 51:55,5 0(9)          | 54:14,5       |

Skispringen: 23. Februar 2010, 10:00 Uhr / Hillsize: 140 m; K-Punkt: 125 m
4 × 5 km Langlauf: 23. Februar 2010, 14:00 Uhr

Höhenunterschied / 40 m; Maximalanstieg: 32 m / Totalanstieg: 82 m
10 Teams am Start, alle in der Wertung
Finnland führte zwar das Springen an, würde nach Experteneinschätzung mit seinen laufschwächeren Athleten wohl noch deutlich zurückfallen. Auf den Rängen dahinter folgten die hoch eingeschätzten US-Amerikaner vor den Österreichern und den Japanern. Frankreich lag auf dem fünften, Deutschland auf dem sechsten Platz.
Die Staffel wurde bei stürmischen Verhältnissen gestartet, der Sturm nahm im Laufe des Rennens an Intensität noch zu. Nach zwei Läufern führten die Vereinigten Staaten, doch der Österreicher Felix Gottwald brachte sein Team als dritter Starter mit einem knappen Vorsprung nach vorn. Die Schlussläufer Mario Stecher für Österreich und Bill Demong für die USA tauschten mehrmals die Führung, doch Stecher zog gegen Ende davon und sicherte Österreich mit der schnellsten Zeit aller Teams die Goldmedaille. Deutschland verbesserte sich mit der zweitschnellsten Laufzeit auf den Bronzeplatz.
Vor diesen Spielen hatte kein US-Amerikaner eine olympische Medaille in der Nordischen Kombination gewonnen, aber 2010 errangen die Athleten aus den USA Gold und Silber auf der Großschanze (Bill Demong, Johnny Spillane), Silber auf der Normalschanze (Spillane) und Silber im Mannschaftswettbewerb.

## Videolinks
- Nordic Combined Large Hill, 10KM Complete Event | Vancouver 2010, youtube.com. Abgerufen am 23. August 2023
- Nordic Combined - Individual Normal Hill - Complete Event - Vancouver 2010 Winter Olympic Games , youtube.com. Abgerufen am 23. August 2023
- Nordic Combined - Team, 4X5KM Relay - General Highlights - Vancouver 2010 Winter Olympic Games , youtube.com. Abgerufen am 23. August 2023